# Antonio Merayo
Antonio Merayo (Buenos Aires, Argentina; agosto de 1909 - Buenos Aires; 27 de abril de 1999) fue un legendario fotógrafo,  director de fotografía, camarógrafo, iluminador y montajista de sonido argentino.

## Carrera
Antonio Merayo fue un notable fotógrafo y camarógrafo argentino que supo lucirse durante la época de oro del cine argentino en películas de importantes directores como Manuel Romero,  Mario Soffici, Lucas Demare, Luis César Amadori, Enrique Carreras, Francisco Mugica, Alberto de Zavalía, Benito Perojo, Carlos Borcosque, Enrique Santos Discépolo, Daniel Tinayre, Julio Saraceni, entre otros. Fue iluminador de más de 200 filmes.
Merayo comenzó su carrera como cadete de los estudios Valle, como colaborador de don Federico Valle en sus primeros tiempos, en 1922 cuando Miguel A. Dubini pidió necesitar un cameraman más para realizar una filmación en el puerto de Bs. As. para cubrir la llegada de Marcelo T. de Alvear, que iba a tomar el mando como Presidente. Luego pasó a Argentina Sono Film donde se mantuvo hasta poco de su muerte. También filmó un montón de notas de actualidad como: la llegada del Príncipe de Humberto, del Príncipe de Gales, del gran Zeppelín, de Vito Dumas, el Plus Ultra, la Revolución de Uriburu, y muchas otras.
Fue amigo y trabajó con figuras de gran renombre como Carlos Gardel, Mirta Legrand, Zully Moreno, Luis Sandrini, Olinda Bozán, Tita Merello, Mercedes Carreras, Floren Delbene, Enrique Muiño, Pepe Arias, Fidel Pintos, Andrea del Boca, Susana Giménez y  Palito Ortega.
Luego de varias décadas de carrera se retira en 1987 del ambiente cinematográfico argentino, aunque colaboró en sus últimos años con el actor y director de cine y teatro Giancarlo Arena, en sus obras teatrales: Tierra, techo y trabajo y en Esta noche engaño. Falleció en abril de 1999 a los 89 años de edad por causas naturales.

## Filmografía
Como camarógrafo:
- 1930: Viejo smoking (cortometraje).
- 1930: Yira, yira (cortometraje).
- 1930: Mano a mano (cortometraje).
- 1933: Tango!.

Como fotógrafo:
- 1937: Cadetes de San Martín.
- 1937: Viento Norte.
- 1938: Con las alas rotas.
- 1938: Kilómetro 111.
- 1939: El viejo doctor.
- 1940: Con el dedo en el gatillo.
- 1940: Cita en la frontera.
- 1940: Dama de compañía.
- 1940: Nosotros, los muchachos.
- 1940: Huella.
- 1941: La casa de los cuervos.
- 1941: Orquesta de señoritas
- 1941: Boina blanca.
- 1941: Hogar, dulce hogar.
- 1941: Fortín Alto.
- 1941: El hermano José.
- 1942: Un nuevo amanecer.
- 1942: Malambo.
- 1942: El profesor Cero.
- 1942: Fantasmas en Buenos Aires.
- 1943: Cándida, la mujer del año.
- 1943: Valle negro.
- 1943: La juventud manda.
- 1943: Cuando florezca el naranjo.
- 1944: Apasionadamente.
- 1944: Veinticuatro horas en la vida de una mujer.
- 1944: Centauros del pasado.
- 1944: Su esposa diurna.
- 1945: Camino del infierno.
- 1945: Chiruca.
- 1945: Santa Cándida.
- 1946: La honra de los hombres.
- 1946: Cristina.
- 1946: La maja de los cantares.
- 1946: Adiós Pampa mía.
- 1947: Albéniz.
- 1947: La gata.
- 1947: La copla de la Dolores.
- 1948: Pasaporte a Río.
- 1948: El tango vuelve a París.
- 1948: Porteña de corazón.
- 1948: La Rubia Mireya.
- 1949: Alma de bohemio.
- 1949: La doctora quiere tangos.
- 1949: Una noche en el Ta Ba Rin.
- 1950: Toscanito y los detectives.
- 1951: La indeseable.
- 1951: El extraño caso del hombre y la bestia.
- 1951: Especialista en señoras.
- 1951: El patio de la morocha.
- 1951: Sangre negra.
- 1952: La de los ojos color del tiempo.
- 1952: El túnel.
- 1953: La mujer de las camelias.
- 1953: La mejor del colegio.
- 1953: La pasión desnuda.
- 1954: Caídos en el infierno.
- 1954: Veraneo en Mar del Plata.
- 1954: La calle del pecado.
- 1955: Mi marido y mi novio.
- 1955: El barro humano.
- 1955: La mujer desnuda.
- 1956: Cubitos de hielo.
- 1956: Alejandra.
- 1956: El hombre virgen.
- 1958: El primer beso.
- 1958: Amor prohibido.
- 1958: El ángel de España.
- 1958: El hombre que hizo el milagro.
- 1958: Detrás de un largo muro.
- 1959: Angustias de un secreto.
- 1959: El dinero de Dios.
- 1959: Zafra.
- 1960: La patota.
- 1960: Todo el año es Navidad.
- 1961: El rufián.
- 1961: Don Frutos Gómez.
- 1962: El último piso.
- 1962: Los viciosos.
- 1962: Propiedad.
- 1963: Las ratas.
- 1963: Cuarenta años de novios.
- 1964: Ritmo nuevo, vieja ola.
- 1964: Un viaje al más allá.
- 1964: Extraña ternura.
- 1964: Canuto Cañete y los 40 ladrones.
- 1964: Los evadidos.
- 1965: Los hipócritas.
- 1965: Fiebre de primavera.
- 1966: Del brazo y por la calle.
- 1966: De profesión sospechosos.
- 1966: Mi primera novia.
- 1967: Coche cama, alojamiento.
- 1967: Ya tiene comisario el pueblo.
- 1967: ¿Quiere casarse conmigo?.
- 1967: ¡Esto es alegría!.
- 1967: El andador.
- 1968: Un muchacho como yo.
- 1968: El novicio rebelde.
- 1968: Matrimonio a la argentina.
- 1968: Operación San Antonio.
- 1969: Corazón contento.
- 1969: ¡Viva la vida!.
- 1969: Los muchachos de antes no usaban gomina.
- 1970: Amalio Reyes, un hombre.
- 1970: Los muchachos de mi barrio.
- 1970: Joven, viuda y estanciera.
- 1971: El veraneo de los Campanelli.
- 1971: La valija.
- 1971: Aquellos años locos.
- 1971: La familia hippie.
- 1971: Muchacho que vas cantando.
- 1971: Vamos a soñar con el amor.
- 1972: El picnic de los Campanelli.
- 1972: Había una vez un circo.
- 1972: La sonrisa de mamá.
- 1973: Hoy le toca a mi mujer.
- 1973: Los padrinos.
- 1973: Me gusta esa chica.
- 1974: Yo tengo fe.
- 1974: Minguito Tinguitela Papá.
- 1975: La super, super aventura.
- 1975: No hay que aflojarle a la vida.
- 1975: Las procesadas.
- 1976: Los chicos crecen.
- 1976: Furia en la isla.
- 1977: Las locas.
- 1977: Así es la vida.
- 1978: La mamá de la novia.
- 1978: Yo también tengo fiaca!.
- 1979: Los drogadictos.
- 1979: Donde duermen dos... duermen tres.
- 1980: Frutilla.
- 1981: Ritmo, amor y primavera.
- 1981: Sucedió en el fantástico Circo Tihany.
- 1984: Sálvese quien pueda.
- 1987: El misterio Eva Perón.[7]

Como montajista de sonido y camarógrafo:
- 1936: Amalia

## Galardones y homenajes
Recibió más de 30 premios por su labor como director de fotografía.
- 1942: Primer premio de la Academia de Artes y Ciencias por Malambo.
- 1948: Premio de la Asociación de Cronistas Cinematográficos por la película Pasaporte al Río.
- 1961: Primer premio del Instituto Nacional de Cinematografía por El  Rufián.
- 1966: Premio Terza por la comedia Mi Primera Novia.
- 1970: Primer premio de la Asociación de Cronistas Cinematográficos.
- 1989: Premio otorgado por la Secretaría de Cultura de la Nación en su homenaje en el "Día del Cine Nacional".
- 1995: Primer premio homenaje San Gabriel a los pioneros en el cine nacional.
- 1995: Libro en su homenaje.
- 1996: Mención especial en la entrega de Premios Podestá.[8]